# Jeri comú
El jeri comú (Neomixis tenella) és una espècie d'ocell de la família Cisticòlidae.
És endèmic a Madagascar.
Els seus hàbitats naturals són el bosc sec subtropical o tropical i el bosc de terra baixa humida subtropical o tropical.
Va ser descrit per primera vegada el 1866 per Gustav Hartlaub.